# Палвал
Палвал (англ. Palwal, хинди पलवल) — город на севере Индии, в штате Харьяна, административный центр одноимённого округа.

## География
Город находится в юго-восточной части Харьяны, к западу от реки Ямуны, на высоте 194 метров над уровнем моря.
Палвал расположен на расстоянии приблизительно 285 километров к юго-юго-востоку (SSE) от Чандигарха, административного центра штата и на расстоянии 40 километров к югу от Нью-Дели, столицы страны.

## Демография
По данным официальной переписи 2011 года численность населения города составляла 127 931 человека, из которых мужчины составляли 53 %, женщины — соответственно 46 %. Уровень грамотности взрослого населения составлял 71,1 %. Уровень грамотности среди мужчин составлял 76,6 %, среди женщин — 64,8 %. 12,2 % населения составляли дети до 6 лет.
Динамика численности населения города по годам:
| 1991   | 2001    | 2011    |
| ------ | ------- | ------- |
| 59 168 | 100 528 | 127 931 |

## Транспорт
Сообщение Палвала с другими городами Индии осуществляется посредством железнодорожного и автомобильного транспорта. Ближайший аэропорт — Международный аэропорт имени Индиры Ганди.